# Lundø
Lundø er en halvø omkranset af Bådsgård Vig mod syd, Skive Fjord mod vest, og Lovns Bredning mod nordøst, i den sydlige del af Limfjorden. Halvøen udgør Lundø Sogn i det tidligere Fjends Herred (Viborg Amt), nu Skive Kommune (Region Midtjylland). I den sydvestlige ende går den knap 1 km lang stenodde Termø ud i fjorden mod vest. Nord for landsbyen ligger flere campingpladser og sommerhusområder og området ender mod nord med det godt 1 km lange stenrev Jelse Odde, hvor 23 ha blev fredet 1965.
Østkysten af Lundø og nordenden, Jelse Odde er en del af et internationalt naturbeskyttelsesområde  under Natura 2000 projektet, og er både fuglebeskyttelsesområde og EU-habitatområde.

## Galleri
- Lundø Kirke

## Eksterne kilder og henvisninger
1. ↑  "Natura 2000-område 30: Lovns Bredning, Hjarbæk Fjord og Skals Ådal (H30, F14, F24)". Arkiveret fra originalen 24. april 2011. Hentet 21. april 2011.

- Arealer på Lundø Arkiveret 14. juli 2014 hos  Wayback Machine, Naturstyrelsen.dk

56°37′32″N 9°8′39″Ø / 56.62556°N 9.14417°Ø